# Asceles heros
Asceles heros är en insektsart som beskrevs av Ludwig Redtenbacher 1908. Asceles heros ingår i släktet Asceles och familjen Diapheromeridae. Inga underarter finns listade i Catalogue of Life.